# Островська-Кордюм Лідія Миколаївна
Островська-Кордюм Лідія Миколаївна — українська актриса, режисер-документаліст. Заслужений діяч мистецтв УРСР (1960). Кавалер Ордена Трудового Червоного Прапора, нагороджена медалями. Член Спілки кінематографістів України (1958).

## Біографічні відомості
Народилася 18 березня 1909 р. в Києві. Закінчила Київський музично-драматичний інститут ім. М. Лисенка (1928).
Знімалась у 1928–1933 рр. на Київській кіностудії у фільмах: «Джальма» (1928, реж. А. Кордюм, Джальма), «Вітер з порогів» (1929, реж. А. Кордюм, дочка лоцмана), «Шкідник» (1929, реж. Костянтин Болотов, вчителька), «Мірабо» (1930, реж. А. Кордюм, дівчина-робітниця), «Свято Унірі» (1932, реж. П. Долина, Берта), «Останній порт» (1934, реж. А. Кордюм, робітниця) та ін.
Працювала асистентом режисера на студіях Ташкента і Києва (1935–1940). У 1945–1981 — режисер Київської кіностудії науково-популярних фільмів. У творчому доробку режисера — понад 50 документальних кінострічок.
Померла 8 грудня 1986 р. в Києві.

### Родина
Лідія Островська-Кордюм — мати українського генетика та мікробіолога Віталія Кордюма. Дружина актора, кінорежисера, сценариста Арнольда Кордюма.

## Фільмографія
Створила документальні кінострічки: «Ваша маленька ферма» (1946), «Тутовий шовкопряд», «Полезахисні смуги», «Ерозія ґрунту» (1947), «Гігієна побуту», «На захист врожаю» (1948), «Механізація робіт на залізничному транспорті» (1949), «За високі врожаї» (1950), «Пустощі дітей з вогнем — причина пожежі» (1951), «За здоровий побут», «Просо» (1952), «Тарас Шевченко — художник», «Айвазовський» (1954), «Іван Франко» (1956), «Дніпро» (1957), «Михайло Коцюбинський» (1958), «Вогні України», «Краса землі рідної» (1960), «Думи Кобзаря» (1961), «Завод чарівних екранів» (1962), «Розповіді про Шевченка» (1963), «Ульянови в Києві» (1964), «Аркадій Гайдар», «По діброві Тростянець» (1965), «Наш Рильський» (1967), «Роздуми про хаос і гармонію» (1968), «Олександр Корнійчук» (1970), «Тетяна Яблонська» (1971), «В цьому прекрасному і шаленому світі» (1971), «Катерина Білокур», «Маскарад шестиногих» (1972), «З точки зору жаби, з точки зору бабки» (1973), «Шосте почуття?» (1974; Почесний диплом XXIX конгресу МАНК, Ейндховен, Голландія, 1975), «Під знаком гена» (1976), «Тритікале — нова зернова культура» (1976; Спеціальний приз за режисуру V Всесоюзного кінофестивалю сільськогосподарських фільмів, Куйбишев, 1976), «Ті, що живуть поруч» (1978; Диплом Міжнародного кінофестивалю сільськогосподарських фільмів країн-членів РЕВ, 1980), «Закон оптимізму» (1980) та ін.